# Pilote Dragon : Hisone et Masotan
Pilote Dragon : Hisone et Masotan (ひそねとまそたん, Hisone to Masotan) est une série d'animation japonaise produite par le studio d'animation Bones. La série réalisée par Shinji Higuchi et écrite par Mari Okada, a été diffusée entre le 13 avril et le 29 juin 2018 sur Tokyo MX et BS Fuji, avant une sortie internationale sur Netflix le 21 Septembre 2018.

## Synopsis
Hisone Amakasu est une jeune femme qui vient d'arriver sur la base aérienne de Gifu en tant que membre des forces aériennes d'autodéfense japonaise. Elle a pris la décision de rejoindre l'armée pour s'éloigner de ses proches avec lesquelles elle a du mal a interagir à cause de sa manière très candide de parler, et de ses remarques parfois très blessantes bien que ce ne soit pas son intention. Sa vie va complètement changer lorsque l'O.T.F. (Organic Transformed Flyer), un dragon résidant dans la base, la choisit comme pilote. Elle va s'envoler avec lui à la découverte de son destin, car selon la légende, les dragons détiennent la clé qui débloque l'avenir du monde.

## Personnages

### Pilotes
Hisone Amakasu (甘粕ひそね, Amakasu Hisone)
Voix japonaise : Misaki Kuno, voix française : Geneviève Doang
Une débutante à la base aérienne de Gifu. qui est choisie par Masotan pour être sa pilote-dragon (D-Pilote). Elle a pour habitude de dire tout ce qui lui passe par la tête, ce qui la rend parfois impolie même si elle a de bonnes intentions. Elle a tendance à se rabaisser face aux autres car elle n'a jamais été proches de qui que ce soit, et tend à accepter les choses plutôt que de se battre pour les faire changer. Son surnom de pilote est isone : « Pingouin ».
Nao Kaizaki (貝崎名緒, Kaizaki Nao)
Voix japonaise : Tomoyo Kurosawa, voix française : Léopoldine Serre
Une cadette à la base aérienne de Gifu. Elle était la seule candidate pour devenir une D-Pilote avant l'arrivée de Hisone, mais Masotan refusait de l'avaler, elle ou n'importe quel autre pilote. Elle a un fort instinct de combattante et essaie souvent de provoquer des combats avec d'autres personnes. Elle en veut à Hisone de devenir D-pilote à sa place et s'en prend à elle mais elle finissent petit à petit par se rapprocher. Elle devient une remplaçante D-Pilote après qu'une tenue incitant un dragon à avaler le porteur est développée, même si les effets sont limités. Son surnom de pilote est « jaguar sexy ».
El Hoshino (星野絵瑠, Hoshino Eru)
Voix japonaise : Maki Kawase, voix française : Christine Braconnier
Une D-Pilote de la base de l'air Tsuiki à Fukuoka. Depuis son enfance, elle rêve de devenir la première femme pilote de chasse. Cependant, un dragon la choisit pour devenir D-Pilote ce qui met fin à son rêve de devenir une véritable pilote. Elle en conçoit une forte colère et refuse initialement de voir son dragon comme autre chose qu'un outil ou un objet, au point de le forcer à garder sa forme d'avion de chasse tout le temps. Elle est sympa et digne, et excelle à la fois en sport et dans ses études. Son surnom de pilote est « pingouin ».
Lilico Kinutsugai (絹番莉々子, Kinutsugai Ririko)
Voix japonaise : Satomi Arai, voix française : Céline Melloul
Une D-Pilote douce et discrète de la base de l'air Misawa à Aomori, qui a tendance à être très renfermée. Bien qu'elle ait tendance à toujours imaginer le pire scénario possible et qu'elle ait de nombreuses pensées négatives, elle est aussi très compétente et intelligente. Son surnom de pilote est « Jimmy ».
Mayumi Hitomi (日登美真弓, Hitomi Mayumi)
Voix japonaise : Kaori Nazuka, voix française : Frédérique Marlot
Une D-Pilote de la base de l'air Iruma dans la préfecture de Saitama. C'est une figure maternelle qui comprend et se soucie beaucoup des sentiments des dragons. Sont surnom de pilote est « Morris ».

### Autres personnages
Sada Hinomoto (樋本貞, Hinomoto Sada)
Voix japonaise : Romi Park
Une vieille femme qui vend fréquemment des yaourts autour de la base aérienne. Elle est la dernière D-Pilote vivante du rituel précédent et pilotait Masotan sous le nom « Montparnasse », mais elle a quitté l'escouade O.T.F. lorsque son amie d'enfance Yae, la principale miko du dernier rituel est devenue le sacrifice pour apaiser Mitatsu.
Haruto Okonogi (小此木榛人, Okonogi Haruto)
Voix japonaise : Yūki Kaji
Un jeune membre de l'équipe d'entretien de Masotan, et l'amoureux de Hisone. Il fait partie de la famille Okonogi qui est partiellement responsable du déroulement du rituel tous les 74 ans.
Yutaka Zaito (財投豊, Zaitō Yutaka)
Voix japonaise : Yukitoshi Tokumoto, voix française : Benjamin Gasquet
Un pilote de chasse un peu pervers qui a des vues sur El. Malgré son aspect extérieur, il est compétitif et a une bonne nature.
Remi Kakiyasu (柿保令美, Kakiyasu Remi)
Voix japonaise : Rie Kugimiya, voix française : Barbara Delsol
L'officier supérieur de Hisone. Elle était autrefois une candidate D-Pilote mais n'a pas été acceptée par Masotan, qui a choisi son amie et collègue Moriyama, aussi connue sous le surnom de « forêt ». De plus, l'homme qu'elle aimait est aussi tombé amoureux de Moriyama et ils se sont mariés. Depuis, elle est restée pour entrainer les futurs D-Pilote.
Iboshi (飯干, Īboshi)
Voix japonaise : Yoshimitsu Shimoyama, voix française : Jean-Marco Montalto
Le superviseur gouvernemental de l'escouade F.T.O. Un homme habile et insensible uniquement intéressé par les résultats, ne tenant pas compte du facteur humain du projet. Sa seule faiblesse est sa passion pour les sucreries.
Hiroki Ikushima (幾嶋博己, Ikushima Hiroki)
Voix japonaise : Junichi Suwabe, voix française : Jérémy Prévost
Un homme étrange et suave chargé de créer les tenus des D-Pilotes. Nao est amoureuses de lui, mais il ne semble avoir aucun intérêt dans quoi que ce soit à l'exception de la création des tenues.
Hiroshi Sosoda (曽々田弘, Sosoda Hiroshi)
Voix japonaise : Jōji Nakata, voix française : Laurent Jacquet
Le commandant de l'aile de développement et d'essai de la base Gifu. Malgré son apparence très dure, il très facile à vivre et adore les animaux et les dragons.
Natsume Misumi (三角棗, Misumi Natsume)
Voix japonaise : Riko Fukumoto
La principale miko pour le rituel de la série. Elle est une amie d'enfance d'Haruto et éprouve des sentiments à son égard. Elle est donc jalouse d'Hisone.

### Organic Transformed Flyers
Les dragons utilisés comme O.T.F. sont généralement revêtus d'une armure ressemblant à un avion militaire pour ne pas attirer l'attention du public. Afin de voler, les dragons avalent leur pilote qui peuvent les contrôler depuis leur estomac grâce à un système de contrôle holographique qui s'active naturellement. Pour les protéger des sucs digestifs des dragons, chaque pilote doit porter une tenue résistante à l'acide. De plus, les pilotes doivent réserver leurs sentiments à leur O.T.F. personnel. S'ils développent une liaison amoureuse avec quelqu'un d'autre, le lien qui les unis se casse (cet évènement est appelé « anastomosis »).
Masotan (まそたん, Masotan) / F-15J
Voix japonaise : Matsunojō Kanda
Le dragon vivant dans la base Gifu et qui choisit Hisone comme pilote. Hisone le nomme initialement « Otofu », un jeu de mots sur la prononciation d'O.T.F., jusqu'à ce qu'elle découvre une plaque avec les caractères pour Masotan gravé dessus. Son pilote précédent l'avait nommé « Oscar ». Il a des ailes immense et une longue queue. Il est à la fois honnête et sérieux, mais a peur des étrangers. Il adore manger les métaux souvent utilisés dans les téléphones portables, sa nourriture favorite.
Norma (ノーマ, Nōma) / F-2A
Le dragon de El. Au début elle refuse de lui donner un nom, se limitant à la description technique de son apparence d'avion. Plus tard, elle décide de l'appeler « Norma », qui provient de la prononciation de F-2 en japonais, F-2 (普通, Futsū) qui signifie « normal » en anglais et en français. Il a un corps effilé et une longue queue. Il semble parfois terriblement vicieux.
Futomo (フトモモ, Futomomo) / C-1
Le dragon de Mayumi et le plus grand des quatre. Il prend la forme d'un gros avion de transport. Il est facile à vivre et adore manger. Son nom signifie « cuisses » en japonais.
Akemi (あけみ, Akemi) / E-2C
Le dragon de Lilico qui prend la forme d'un grand avion à hélice. Il a peur du regard des autres et cache toujours un œil avec sa tête en forme de disque.
Mitatsu-sama (ミタツ様, Mitatsu-sama)
Un monstre gigantesque ressemblant à un poisson, suffisamment gros pour être confondu avec une petite ile ou une montagne lorsqu'il se repose. Mitatsu se réveille tous les 74 ans, et l'escouade O.T.F. est chargée de le guider vers sa nouvelle destination en évitant de créer des désastres sur son passage. De plus, un rituel exécuté par un groupe de miko est nécessaire pour lui permettre de se rendormir sans risques.

## Media

### Anime

#### Production
Le projet est révélé par l'équipe lors du Tokyo Comic Con en décembre 2017. La série est réalisée par Shinji Higuchi, d'après le scénario de Mari Okada, et est produite par Masahiko Minami. Toshinao Aoki est à l'origine du character-design des personnages, adapté pour l'animation par Yoshiyuki Itō. Taisei Iwasaki compose la musique.
La série comporte deux opening composés par Taisei Iwasaki et interprétés par Riko Fukumoto, avec des paroles écrites par Mari Okada. Le premier est intitulé « Shōjo wa ano sora wo wataru » (少女はあの空を渡る), le second est intitulé « Shōjo wa ano sora ni madou » (少女はあの空に惑う). L'ending, intitulé « Le temps de la rentrée : Koi no ieji (Shingakki) » (Le temps de la rentrée～恋の家路(新学期)), est un arrangement de la chanson de France Gall, Le Temps de la rentrée, par Iwasaki, interprété par D-Pai (D-Pilote), un groupe vocal composé des actrices de doublage Misaki Kuno, Tomoyo Kurosawa, Satomi Arai et Kaori Nazuka.

#### Liste des épisodes
| No | Titre en français                 | Titre original                                                                        | Date de 1re diffusion |
| -- | --------------------------------- | ------------------------------------------------------------------------------------- | --------------------- |
| 1  | C'est fou                         | 正気の沙汰ではないんです Shōki no satade wa nain desu                                 | 13 avril 2018         |
| 2  | J'appelle le dragon Masotan       | ドラゴンの名前はまそたんにします Doragon no namae wa Masotan ni shimasu               | 20 avril 2018         |
| 3  | Assume tes responsabilités        | 責任とってくださいよ Sekinin totte kudasai yo                                         | 27 avril 2018         |
| 4  | Elles sont venues à Gifu          | ヤツらが岐阜にやって来た Yatsura ga Gifu ni yattekita                                 | 4 mai 2018            |
| 5  | Qui aime être détesté ?           | スキ好んで嫌われたい人なんていますか？ Suki kononde kirawa retai hito nante imasu ka? | 11 mai 2018           |
| 6  | J'appellerai ton nom              | 君の名前を叫ぶから Kimi no namae o sakebu kara                                        | 18 mai 2018           |
| 7  | Le royaume de l'amour             | 恋する王国 Koisuru ōkoku                                                              | 25 mai 2018           |
| 8  | La dame aux yaourts               | 期間限定！激辛おばあさん味 Kikan gentei! Gekikara obāsan aji                          | 1er juin 2018         |
| 9  | Argh !                            | ギャーーー！！ Gyaaaa!!                                                               | 8 juin 2018           |
| 10 | Amoureuses                        | 好きになったらトロけちゃう Suki ni nattara toro ke chau                               | 15 juin 2018          |
| 11 | Montparnasse et la moins que rien | モンパルナスの空とクズ女 Monparunasu no sora to kuzu onna                             | 22 juin 2018          |
| 12 | On est invincibles                | 無敵の私たち Muteki no watashi-tachi                                                  | 29 juin 2018          |

### Manga
Une adaptation en manga par le character designer original des personnages, Toshinao Aoki, a débuté le 9 mars 2018 dans le magazine Monthly Dragon Age publié par KADOKAWA sous sa marque Fujimi Shobo, et a duré 5 chapitres.